# Курчанская возвышенность
Курча́нская возвы́шенность или Курчанская гряда — тектоническая гряда в Краснодарском крае России (Славянский и Темрюкский районы). Вытянута в широтном направлении на 45 км.